# Danny Kerr
Daniel „Danny“ Kerr (* 1915 in Hamilton; † unbekannt) war ein schottischer Fußballspieler.

## Karriere
Kerr kam Ende November 1934 aus dem schottischen Junior Football von den Carluke Rangers in den Nordwesten Englands zum Zweitligisten Manchester United. Dort kam der Halbstürmer in den folgenden Monaten zu Einsätzen für das Reserveteam in der Central League, im März 1935 wurde er auf eigenen Wunsch aus seinem Vertrag entlassen. Kurze Zeit später schloss er sich dem in der Third Division South spielenden Klub Torquay United an, dort wurde er presseseitig aber bereits frühzeitig als „eindeutig langsam“ bezeichnet und kam bis Saisonende ebenfalls ausschließlich im Reserveteam zum Einsatz.
Anfang Juli 1935 ließ sich Kerr bei der Scottish Junior Football Association erfolgreich reamateurisieren, was der Verband nur 15 von 109 Antragstellern gestattete. Bereits wenige Wochen später war Kerr aber erneut bei einem englischen Profiklub unter Vertrag, mit Accrington Stanley wurde der Angreifer von einem Klub aus der Third Division North verpflichtet. Bei Accrington hatte der frühere Nationalspieler Jack Hacking zur Saison 1935/36 den Posten des Spielertrainers übernommen, Kerr hatte mit Hacking in der Vorsaison in Manchesters Reserveteam zusammengespielt. Für Accrington kam Kerr anlässlich einer 2:4-Heimniederlage gegen den AFC Rochdale zwar zu seinem Debüt in der Football League, im restlichen Saisonverlauf schloss sich lediglich ein weiter Pflichtspielauftritt bei einem torlosen Unentschieden im Mai 1936 gegen Carlisle United an, die restliche Saison spielte er in der Reservemannschaft in der Lancashire Combination. Über Kerr halten Jackman & Dykes fest, dass es ihm an „Konsistenz und Durchsetzungsvermögen mangelte, die er mit seinen geschmeidigen Dribblingfähigkeiten“ hätte kombinieren können.
Kerr verließ Accrington in der Saisonpause 1936 oder 1937. Im August 1937 bestritt er ein einmonatiges Probetraining beim Erstdivisionär FC Birmingham, presseseitig wurde ihm im Anschluss an ein vereinsinternes Testspiel attestiert, „für sein Spiel Beachtung verdient“ zu haben, ein dauerhaftes Engagement kam aber offenbar nicht zustande.